# 25290 Vibhuti
25290 Vibhuti è un asteroide della fascia principale. Scoperto nel 1998, presenta un'orbita caratterizzata da un semiasse maggiore pari a 2,8009577 UA e da un'eccentricità di 0,1163480, inclinata di 5,33018° rispetto all'eclittica.